# Gutenhard
Gutenhard ist ein Gemeindeteil der Stadt Leutershausen im Landkreis Ansbach (Mittelfranken, Bayern). Gutenhard liegt in der Gemarkung Erlach.

## Geografie
Der Weiler liegt am Erlbacher Mühlbach, der mit dem Erlbacher Bach zum Erlbach, einem rechten Zufluss der Altmühl, zusammenfließt. Östlich des Ortes liegen die Flurgebiete Atz und Atzäcker. Eine Gemeindeverbindungsstraße führt nach Steinberg (0,5 km nördlich) bzw. zur Kreisstraße AN 4 (1 km südlich) zwischen Erlach (0,4 km östlich) und Brunst (1,2 km westlich). Eine weitere Gemeindeverbindungsstraße führt nach Hetzweiler (1,3 km südwestlich).

## Geschichte
Gutenhard gehörte gemäß einer Auflistung von 1830 zu einem „die Brünst“ oder „die Brunst“ genannten, seit dem Mittelalter stellenweise gerodeten umfangreichen Waldgebiet zwischen Leutershausen und Kloster Sulz mit dem Hauptort Brunst. Die Brünst war für ihre gute Rinderviehzucht bekannt; ihre 22 Ansiedelungen galten als reich.
Die ältesten Lehenbücher des Hochstifts Würzburg aus dem 14. Jahrhundert enthalten Einträge zu Gutenhard. Laut einer Auflistung von 1342 besaß das Kanonikerstift Ansbach in Gutenhard fünf Untertanen. Noch im 14. Jahrhundert erwarben die Herren von Seckendorff zu Jochsberg Besitz in Gutenhard. Bezüglich der Fraisch war durch den Vergleichsvertrag von 1710, der den diesbezüglichen Streit des hohenloheschen Hauses mit dem Fürstentum Brandenburg-Ansbach beendete, der Weiler dem Markgrafen von Ansbach zugesprochen worden. Nach den 16-Punkte-Berichten des ansbachischen Amtes Brunst von 1608 und 1681 bildete Gutenhard und Steinberg eine Gemeinde. Neun Anwesen der Gemeinde waren dem Kastenamt Colmberg gült-, steuer- und lehenbar und dem Stadtvogteiamt Leutershausen vogtbar. Gutenhard selbst bestand aus fünf Mannschaften, nämlich einem Hof und vier Halbhöfen; die Gemeindeherrschaft lag ebenfalls beim Amt Leutershausen. Hirtenhaus und Brechhaus gehörten der Gemeinde. Daran änderte sich nichts bis zum Ende des Alten Reiches. Von 1797 bis 1808 unterstand der Ort dem Justizamt Leutershausen und Kammeramt Colmberg.
1806 kam Gutenhard an das Königreich Bayern. Im Rahmen des Gemeindeedikts wurde Gutenhard dem 1808 gebildeten Steuerdistrikt Brunst und der 1810 gebildeten Ruralgemeinde Erlach zugeordnet.
Die Gemeinde Erlach und mit ihr Gutenhard wurden zum 1. Mai 1978 im Zuge der Gebietsreform in Bayern in die Stadt Leutershausen im Landkreis Ansbach eingemeindet.

### Baudenkmäler
- Haus Nr. 3: Wappenstein, 1755[17]
- Haus Nr. 4: stattliches zweigeschossiges Wohnhaus mit Satteldach und Putzgliederungen (Ecklisenen), mit ansbachischem Wappen, 1787[17]
- Haus Nr. 5: Wappenstein, 1767[17]

### Einwohnerentwicklung
| Jahr      | 001818 | 001840 | 001861 | 001871 | 001885 | 001900 | 001925 | 001950 | 001961 | 001970 | 001987 |
| Einwohner | 47     | 45     | 39     | 36     | 38     | 43     | 47     | 51     | 32     | 28     | 31     |
| Häuser    | 8      | 7      |        |        | 6      | 6      | 5      | 5      | 5      |        | 7      |
| Quelle    | [ 19 ] | [ 20 ] | [ 21 ] | [ 22 ] | [ 23 ] | [ 24 ] | [ 25 ] | [ 26 ] | [ 27 ] | [ 28 ] | [ 1 ]  |

## Religion
Gutenhard gehörte zur katholischen, seit der Reformation protestantischen Pfarrei St. Wenzeslaus (Weißenkirchberg). Die Einwohner römisch-katholischer Konfession sind nach Kreuzerhöhung (Schillingsfürst) gepfarrt.

## Persönlichkeiten
- Leonhard Leyrer (auch Leonhard Leyerer; * 23. Februar 1819; † 23. September 1890), Bürgermeister, Gutsbesitzer und Landwirt, Mitglied des Bayerischen Landtages 1863-1890[30]